# Ralph Steinman
Ralph Marvin Steinman  (Montreal, 14 januari 1943 – New York, 30 september 2011) was een Canadees celbioloog en immunoloog. Hij was verbonden aan de Rockefeller-universiteit. Steinman geldt als de ontdekker van de dendritische cellen, een onderdeel van het immuunsysteem, en is daarvoor veelvuldig onderscheiden. 

## Biografie
Ralph Steinman werd geboren in Quebec als zoon van Irving Steinman, handelaar in herenkleding, en Nettie Takefman. Na de Sherbrooke High School ging hij in 1959 naar de McGill-universiteit, waar hij in 1963 zijn bachelordiploma in de biologie behaalde. Vervolgens ging hij naar de Verenigde Staten, naar de Harvard Medical School. In 1968 verkreeg hij er zijn mastergraad. Na het voltooien van een stage bij het Massachusetts General Hospital kwam hij in 1970 terecht bij de Rockefeller-universiteit, alwaar hij zijn gehele wetenschappelijke carrière aan verbonden bleef. Steinman was gehuwd met Claudia Hoeffel; uit het huwelijk werden een zoon, Adam, en twee dochters, Alexis en Lesley, geboren.

## Werk
In 1973 ontdekte Steinman een tot dan toe onbekend celtype, die hij dendritische cel, noemde. Dendritische cellen zijn antigeen-presenterende cellen (APC's) die een belangrijke rol spelen bij adaptieve immuniteit doordat ze T-cellen activeren – witte bloedcellen die het lichaam helpen door een eerste verdedigingslinie te vormen tegen geïnfecteerde of kwaadaardige cellen. Steinman ontdekte dat dendritische cellen signalen ontvangen van het aangeboren afweersysteem en vervolgens de T-cellen activeren. T-cellen kunnen daarom alleen functioneren in aanwezigheid van deze dendritische cellen.
Het daarop volgende onderzoek leidde tot een nieuw inzicht in de wijze waarop deze cellen functioneren. Later richtte hij zijn aandacht op de rol die dendritische cellen spelen in de aanval van verschillende immuunziektes, inclusief weefselafstoting, weerstand tegen tumoren, autoimmuniteitsziektes en infecties, waaronder aids. Zijn onderzoek legde de basis voor talrijke nieuwe ontdekkingen in het belangrijke gebied van de immunologie en zorgde voor innovatieve nieuwe behandelmethodes voor onder andere kanker, infectieziektes en verstoringen in het afweersysteem.
Voor zijn werk ontving hij onder meer de Albert Lasker Award for Basic Medical Research (2007), de William B. Coley Award en de Gairdner Foundation International Award (2003) en in 2010 de Heinekenprijs voor de Geneeskunde. Hij was lid van de Amerikaanse National Academy of Sciences.
Op 3 oktober 2011, drie dagen na zijn overlijden, werd bekendgemaakt dat hem de Nobelprijs voor de Fysiologie of Geneeskunde voor 2011 was toegekend. Omdat zijn overlijden niet bij de commissie bekend was op het moment van bekendmaking, werd de prijs – in principe niet postuum toekenbaar – toch uitgereikt.
- Bibsys: 6049458
- Bibliothèque nationale de France: cb15075163p (data)
- CiNii: DA07778686
- Gemeinsame Normdatei: 139492151
- International Standard Name Identifier: 0000 0000 7147 7034
- Library of Congress Control Number: n86108067
- Nationale Bibliotheek van Israël: 987007432281505171
- Système universitaire de documentation: 087694298
- Virtual International Authority File: 48250746
- WorldCat: E39PBJptYgHR7YVjfFmPkvjjYP

1901: Behring · 
1902: Ross · 
1903: Finsen · 
1904: Pavlov · 
1905: Koch · 
1906: Golgi, Ramón y Cajal · 
1907: Laveran · 
1908: Mechnikov, Ehrlich · 
1909: Kocher · 
1910: Kossel · 
1911: Gullstrand · 
1912: Carrel · 
1913: Richet ·
1914: Bárány · 
1919: Bordet · 
1920: Krogh · 
1922: Hill, Meyerhof · 
1923: Banting, Macleod · 
1924: Einthoven ·
1926: Fibiger · 
1927: Wagner-Jauregg · 
1928: Nicolle · 
1929: Eijkman, Hopkins · 
1930: Landsteiner · 
1931: Warburg · 
1932: Sherrington, Adrian · 
1933: Morgan · 
1934: Whipple, Minot, Murphy · 
1935: Spemann · 
1936: Dale, Loewi · 
1937: Szent-Györgyi · 
1938: Heymans · 
1939: Domagk · 
1943: Dam, Doisy · 
1944: Erlanger, Gasser · 
1945: Fleming, Chain, Florey · 
1946: Muller · 
1947: C. Cori, G. Cori, Houssay · 
1948: Müller · 
1949: Hess, Moniz · 
1950: Kendall, Reichstein, Hench · 
1951: Theiler · 
1952: Waksman · 
1953: Krebs,Lipmann ·
1954: Enders, Weller, Robbins · 
1955: Theorell · 
1956: Cournand, Forssmann, Richards · 
1957: Bovet · 
1958: Beadle, Tatum, Lederberg · 
1959: Ochoa, Kornberg · 
1960: Burnet, Medawar · 
1961: Békésy · 
1962: Crick, Watson, Wilkins · 
1963: Eccles, Hodgkin, Huxley · 
1964: Bloch, Lynen · 
1965: Jacob, Lwoff, Monod · 
1966: Rous, Huggins · 
1967: Granit, Hartline, Wald · 
1968: Holley, Khorana, Nirenberg · 
1969: Delbrück, Hershey, Luria · 
1970: Katz, Euler, Axelrod · 
1971: Sutherland · 
1972: Edelman, Porter · 
1973: Frisch, Lorenz, Tinbergen · 
1974: Claude, De Duve, Palade · 
1975: Baltimore, Dulbecco, Temin ·
1976: Blumberg, Gajdusek · 
1977: Guillemin, Schally, Yalow · 
1978: Arber, Nathans, Smith · 
1979: Cormack, Hounsfield · 
1980: Benacerraf, Dausset, Snell · 
1981: Sperry, Hubel, Wiesel · 
1982: Bergström, Samuelsson, Vane · 
1983: McClintock · 
1984: Jerne, Köhler, Milstein · 
1985: Brown, Goldstein · 
1986: Cohen, Levi-Montalcini · 
1987: Tonegawa · 
1988: Black, Elion, Hitchings · 
1989: Bishop, Varmus · 
1990: Murray, Thomas · 
1991: Neher, Sakmann · 
1992: Fischer, Krebs · 
1993: Roberts, Sharp · 
1994: Gilman, Rodbell · 
1995: Lewis, Nüsslein-Volhard, Wieschaus · 
1996: Doherty, Zinkernagel · 
1997: Prusiner · 
1998: Furchgott, Ignarro, Murad · 
1999: Blobel · 
2000: Carlsson, Greengard, Kandel ·
2001: Hartwell, Hunt, Nurse · 
2002: Brenner, Horvitz, Sulston · 
2003: Lauterbur, Mansfield · 
2004: Axel, Buck · 
2005: Marshall, Warren ·
2006: Fire, Mello ·
2007: Capecchi, Smithies, Evans ·
2008: Zur Hausen, Barré–Sinoussi, Montagnier ·
2009: Blackburn, Greider, Szostak ·
2010: Edwards ·
2011: Beutler, Hoffmann, Steinman ·
2012: Gurdon, Yamanaka ·
2013: Rothman, Schekman, Südhof ·
2014: O'Keefe, Moser, Moser ·
2015: Campbell, Omura, Tu ·
2016: Osumi ·
2017: Hall, Rosbash, Young ·
2018: Allison, Honjo ·
2019: Kaelin, Ratcliffe, Semenza ·
2020: Alter, Houghton, Rice ·
2021: Julius, Patapoutian ·
2022: Pääbo ·
2023: Karikó, Weissman ·
2024: Ambros, Ruvkun